# Witham
Witham es una ciudad de Essex, en Inglaterra y situada en el distrito de Braintree con una población de 25,353 entre las ciudades de Colchester y Chelmsford a unos 85 km de Londres.

## Transporte
Witham está conectada por tren a Londres desde la estación de tren de Witham a la estación de Liverpool Street con un recorrido de unos 40 minutos. También está conectada a través de la carretera principal A12 que une Colchester con Chelmsford, y originalmente la carretera atravesaba la ciudad aunque desde hace décadas hay una circunvalación que rodea la ciudad.